# سوني إريكسون إكسبيريا إكس 8
سوني إريكسون إكسبيريا إكس 8 (بالإنجليزية: Sony Ericsson Xperia X8)‏ هو هاتف ذكي من سوني موبايل كوميونيكيشنز يعمل بنظام أندرويد، تم طرحه في الأسواق في 2010.

## الخصائص
- نظام التشغيل: أندرويد
- الشاشة: شاشة لمس إل سي دي
- الوزن: 104 غ (3.7 أونصة) with battery
- المعالج: 600 ميجا هرتز
- الذاكرة: 175 ميجابايت
- التخزين: 128 ميجابايت